# Live at the Roundhouse

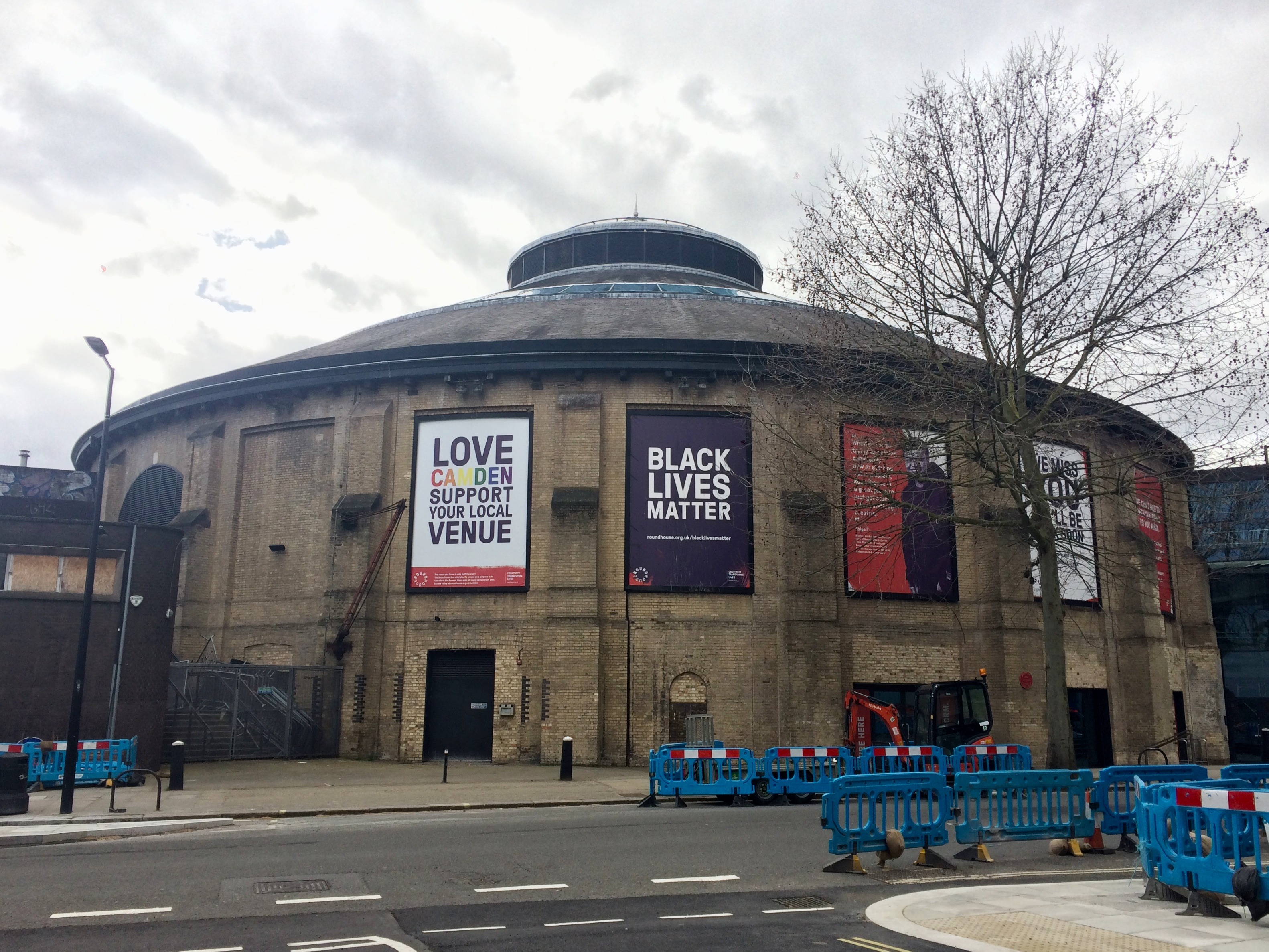
The Roundhouse in maart 2021

Live at the Roundhouse is tot 2023 toe het enige muziekalbum van Nick Mason's Saucerful of Secrets.
Die band werd opgericht toen de andere twee levende Pink Floydmusici Roger Waters en David Gilmour elkaar de tent uitvochten en een reünie steeds verder uit beeld raakte. De band draagt de naam van Pink Floyd-drummer Nick Mason, maar ook Guy Pratt, die enige tijd in/voor Pink Floyd speelde is te horen. 
Nadruk van de band werd gelegd om materiaal dat stamde uit de periode voor Pink Floyd best verkochte album The Dark Side of the Moon. Mason en Pratt wendden zich tot de periode met Syd Barrett, dan wel vlak daarna. Mason was van mening dat het repertoire van na The Dark Side al genoeg werd gespeeld door coverbands. 

## Musici
- Nick Mason – drumstel en percussie
- Gary Kemp – gitaren en zang
- Guy Pratt – basgitaar en zang
- Dom Beken – toetsinstrumenten en zang
- Lee Harris – gitaren en zang

## Muziek
| Nr. | Titel                   | Duur |
| --- | ----------------------- | ---- |
| 1.  | Insterstellar overdrive | 5:50 |
| 2.  | Astronomy domine        | 4:12 |
| 3.  | Lucifer Dam             | 3:13 |
| 4.  | Fearless                | 5:03 |
| 5.  | Obscured by clouds      | 4:28 |
| 6.  | When you’re in          | 1:56 |
| 7.  | Remember a day          | 3:33 |
| 8.  | Arnold Layne            | 3:16 |
| 9.  | Vegetable man           | 2:28 |
| 10. | If                      | 1:55 |
| 11. | Atom heart mother       | 7:14 |
| 12. | If (reprise)            | 1:52 |
| 13. | The Nile song           | 3:40 |

| Nr. | Titel                                     | Duur  |
| --- | ----------------------------------------- | ----- |
| 1.  | Green is the colour                       | 4:07  |
| 2.  | Let there be more light                   | 3:38  |
| 3.  | Childhood’s end                           | 3:33  |
| 4.  | Set the Controls for the Heart of the Sun | 12:21 |
| 5.  | See Emily Play                            | 3:03  |
| 6.  | Bike                                      | 2:24  |
| 7.  | A saucerful of secrets                    | 9:18  |
| 8.  | Point me at the sky                       | 3:12  |

Het album werd uitgegeven met een dvd met opnamen van repetities en het concert etc.